# ولس، ایندر
ولس، ایندر (به فرانسوی: Velles, Indre) یک کامین در فرانسه است که در Canton of Ardentes واقع شده‌است.

## خصوصیات
ولس ۶۳٫۰۹ کیلومترمربع مساحت و ۸۸۶ نفر جمعیت دارد و ۱۵۰ متر بالاتر از سطح دریا واقع شده‌است.